# Gürtelplatte von Langstrup
Die bronzezeitliche Gürtelplatte von Langstrup (dänisch Bæltepladen fra Langstrup) ist mit Doppelspiralen geschmückt und hat 28 cm Durchmesser. Sie datiert auf etwa 1400 v. Chr.
Die Gürtelplatte wurde 1879 im Moor bei Langstrup in der Nähe von Asminderød in der Fredensborg Kommune auf Nordseeland in Dänemark beim Torfstechen gefunden, zusammen mit einem Messer mit verziertem Griff und zwei große Spiralarmringen aus Bronze. Ein zufällig am Hof vorbeikommender Landpolizist kaufte alles. Im Jahr darauf entdeckte ein Mitarbeiter des Nationalmuseums den Fund bei einem Antiquitätenhändler.
Ein Bild der Scheibe schmückt die dänische 200-Kronen-Note von 2010.
Die Gräber von Egtved, Borum Eshøj, Hverrehus und Thorsø Høje und der Opferfund von Vognserup Enge belegen, dass solche "Stachelscheiben" von Frauen am Gürtel getragen wurden.